# Cobra égyptien
Naja haje
Pour les articles homonymes, voir Cobra (homonymie).
Espèce
Synonymes
- Coluber haje Linnaeus, 1758
- Cerastes candidus Laurenti, 1768
- Coluber candidissimus Lacépède, 1789
- Naja haje var. viridis Peters, 1873
- Naja haje legionis Valverde, 1989

Statut de conservation UICN

 LC  : Préoccupation mineure
Naja haje, le Cobra égyptien, également connu sous le nom arabe égyptien prononcé Ouraeus (dérivé du mot grec ancien : οὐραῖος, ouraios), est une espèce de serpents de la famille des Elapidae.

## Répartition

Répartition du cobra égyptien dans le monde. Une partie importante de la zone sahélienne occidentale figurant ici est désormais associée à Naja senegalensis, espèce considérée comme distincte.

Cette espèce se rencontre au Maroc, en Algérie (très localement), en Tunisie, en Libye, en Égypte, au Soudan, au Soudan du Sud, en Éthiopie, en Érythrée, en Somalie, au Kenya, en Ouganda, au nord de la Tanzanie et dans le nord-est du Congo-Kinshasa.
Une partie des populations d'Afrique subsaharienne de l'Ouest doivent aujourd'hui être attribuées à l'espèce Naja senegalensis, différenciée de Naja haje en 2009 : ainsi au Sénégal, en Guinée-Bissau, en Guinée, en Côte d'Ivoire, au Burkina, au Ghana, au Togo et au Bénin, on ne trouve que Naja senegalensis. Tandis qu'au Mali, au Niger et au Nigeria on trouve les deux espèces : dans ces trois pays Naja haje habite des régions plus arides et plus au nord de celles habitées par Naja senegalensis. Enfin au Tchad (très localement), au Cameroun et en Centrafrique, seule la présence de Naja haje est actuellement confirmée. La répartition des deux espèces dans cette partie de l'Afrique doit encore être précisée.
Les populations autrefois attribuées à Naja haje en Afrique australe sont considérées aujourd’hui comme appartenant à deux autres espèces distinctes : Naja anchietae et Naja annulifera, tandis que celles du sud de la péninsule arabique constituent désormais Naja arabica.

## Description
C'est un serpent ovipare et venimeux. Il mesure de 1,40 à 2,50 m selon de nombreuses sources. Cependant les records répertoriés en Afrique du Nord sont de 181 cm au Maroc et de 194 cm en Égypte. Les spécimens dépassant les deux mètres qui sont répertoriées (jusqu'à 260 cm) proviennent d'Afrique sahélienne et doivent aujourd'hui probablement être attribuées à Naja senegalensis, une autre espèce plus grande récemment différenciée de Naja haje.
La coloration de Naja haje est très variable. Du centre à l'est de l'Afrique du Nord (de la Tunisie à l’Égypte) la couleur varie du jaune sable au brun modérément foncé, unis ou plus souvent tachetée irrégulièrement. La tête et le cou étant fréquemment un peu plus sombre, surtout chez les jeunes individus. Au Maroc les populations vont du presque noir brillant au brun sombre avec des nuances rougeâtre acajou, unis ou tachetées, tandis que les juvéniles sont tous jaunâtre clair marbré de sombre avec une tête et une coiffe presque noir. Les populations d'Afrique subsaharienne de l'Est sont les plus variables et comportent de nombreux individus tendant vers le rougeâtre, tandis que certains spécimens ont des motifs annelés.

## Légendes
La reine Cléopâtre se serait suicidée en se laissant mordre par un cobra égyptien. La légende veut d'ailleurs qu'elle se soit fait mordre au sein, mais certaines sources rapportent que le serpent l'a attaquée au bras.

## Galerie

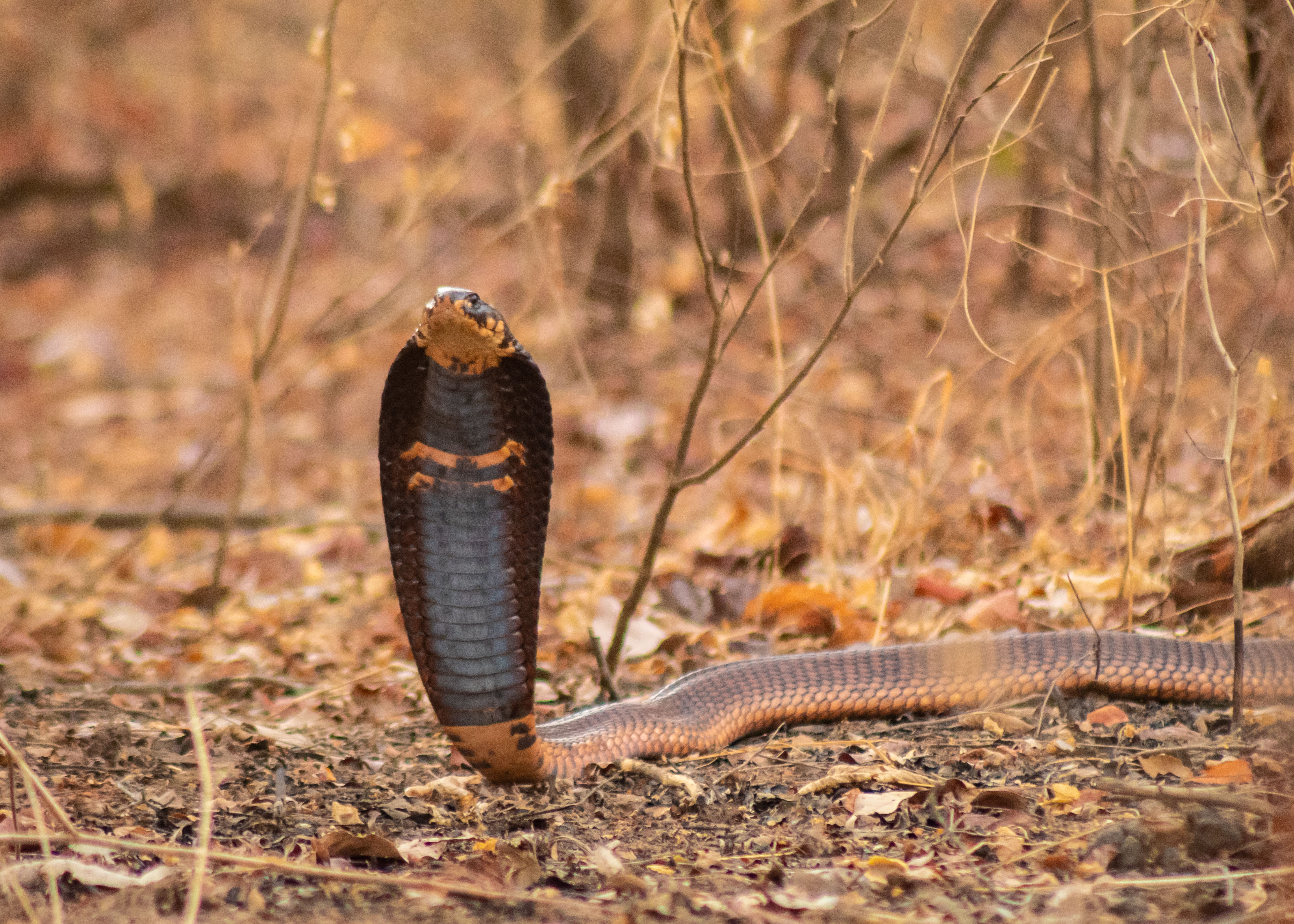
Naja haje au Nigeria, Parc national de Yankari.
Naja haje, variante marocaine.
Naja haje, variante marocaine.
Naja haje cuivré en captivité, de provenance probablement subsaharienne.
Tête de Naja haje, variante marocaine.
Naja haje en Égypte.

## Publications originales
- Linnaeus, 1758 : Systema naturae per regna tria naturae, secundum classes, ordines, genera, species, cum characteribus, differentiis, synonymis, locis, ed. 10 (texte intégral).
- Valverde, 1989 : Notas sobre vertebrados VII. Una nueva cobra del NW de Africa, Naja haje legionis, ssp. nov. (Elapidae, Serpentes). Acta IX Real Sociedad española de Historia natural, vol. 2, p. 214-230.